# Oliveira, Minas Gerais
Oliveira este un oraș în Minas Gerais (MG), Brazilia.